# Ansatz Bethego
Ansatz Bethego (z niem. ansatz – podejście, stwierdzenie) – sposób konstrukcji (zgadnięcia) ścisłego rozwiązania problemu wielu ciał zaproponowany pierwszy raz przez Hansa Bethego w 1931 r.
Metoda wróciła do łask w latach dziewięćdziesiątych XX w. w fizyce silnie skorelowanych cząstek, gdzie dla odtworzenia własności układu potrzebne jest ścisłe rozwiązanie, natomiast zawodzą wszelkie metody perturbacyjne. Ansatz Bethego jest stosowany w problemach o obniżonej wymiarowości.